# The Flame of the Yukon
The Flame of the Yukon is een stomme film uit 1926 van regisseur George Melford met actrice Seena Owen in de hoofdrol. 
De film is een remake van de gelijknamige film uit 1917 met Dorothy Dalton in een hoofdrol. De film uit 1917 is bewaard gebleven, maar de film uit 1926 wordt beschouwd als een verloren film.

## Rolverdeling
| Acteur             | Personage        |
| ------------------ | ---------------- |
| Seena Owen         | The Flame        |
| Arnold Gray        | George Fowler    |
| Matthew Betz       | Black Jack Hovey |
| Jack McDonald      | Sour Dough Joe   |
| Vadim Uraneff      | Solo Jim         |
| Winifred Greenwood | Dolly            |